# Fundulea
Fundulea est une ville roumaine située dans le județ de Călărași.

## Histoire
Il apparaît pour la première fois sous le nom de Fondele dans la Carte des Principautés de Moldavie et de Valachie de 1774, par Jacob Friedrich Schmidt.
La première mention documentaire se trouve en 1778 dans Mémoires historiques et géographiques sur la Valachie publiés à Leipzig par le général Bauer : Fundule petit village sur le ruisseau de Katora, page 145.